# Azul casi transparente
Azul casi transparente (限りなく透明に近いブルー Kagirinaku tōmei ni chikai burū?) es la primera novela del autor japonés Ryū Murakami. Publicada en 1976, con una trama centrada en un grupo de jóvenes inmersos en relaciones insanas y adicciones, obtuvo el Premio Akutagawa. El mismo Ryu Murakami dirigió su adaptación cinematográfica en 1979 que obtuvo una nominación por la Academia Japonesa de Cine en 1980.

## Trama
Narrada por el principal protagonista, Ryū, (probablemente el mismo Ryū Murakami) la novela se centra en un pequeño grupo de jóvenes amigos en la mitad de los años 1970. Viven en una ciudad japonesa donde se encuentra una base aérea estadounidense. La vida de los protagonistas se desarrolla recurrentemente alrededor del sexo, las drogas y conciertos de música. La trama de la novela no se separa de una pegajosa cercanía al sexo en grupo, el abuso de drogas, la soledad, las alucinaciones, actos de sadismo y sexo violento y la soledad y la desesperanza que en los jóvenes personajes está todo el tiempo presente.

## Personajes
- Ryū – Narrador. 19 años, bisexual y politoxicómano.
- Lilly – Novia de Ryū, amiga y compañera sexual ocasional.
- Reiko – De la isla de Okinawa, promiscua sexual, amiga de Ryū y novia de Okinawa.
- Okinawa – De la isla de Okinawa, drogadicto, amigo de Ryū y novio de Reiko.
- Yoshiyama – drogadicto, desempleado, amigo de Ryū y novio maltratador de Kei.
- Kei – Amiga de Ryū, y novia sexualmente muy promiscua de Yoshiyama.
- Kazuo – amigo de Ryū.
- Moko – Promiscua sexual, politoxicómana y amiga de Ryū.
- Jackson – piloto afroamericano de la base aérea local, organiza orgías con miembros de la base y camaradas del grupo de Ryū.

## Premios y nominaciones
Murakami presentó la novela al concurso literario de la revista Gunzo ganando el premio de nuevos talentos.
También obtuvo el prestigioso premio Akutagawa.

## Edición en español
- Ryū Murakami, Azul casi transparente (Kagirinaku tōmei ni chikai burū), traducido del japonés al inglés por Nancy Andrew y de ésta al español: Kodansha International: Editorial Anagrama, compactos, 1997, 143 páginas. ISBN 978-84-339-1479-8